# Lijst van burgemeesters van Goirle
Dit is een lijst van burgemeesters van de Nederlandse gemeente Goirle in de provincie Noord-Brabant.
| Ambtsperiode                     | Naam burgemeester                    | Partij of stroming | Bijzonderheden              |
| -------------------------------- | ------------------------------------ | ------------------ | --------------------------- |
| 1803 - 1833                      | Henricus Voskens                     |                    | marie/ schout/ burgemeester |
| 1833 - 1871                      | W. van Gorp                          |                    |                             |
| 1871 - 1883                      | J.B. van Enschot                     |                    |                             |
| 1883 - 1907                      | J. Philipsen                         |                    |                             |
| 1908 - 1909                      | Joseph (J.A.H.) Steinweg             |                    |                             |
| 1909 - 1913                      | Alexander van Sonsbeeck              |                    |                             |
| 1913 - 1926                      | J.B. Rens                            |                    |                             |
| 1926 - 1952                      | H.J.C. van Ginneken                  |                    |                             |
| 1953 - 1969                      | Gerard (G.L.) Elsen                  | KVP                |                             |
| 1970 - 1990                      | Ton (A.H.M.) van den Wildenberg      | KVP/CDA            |                             |
| 1990 - 1997                      | Peter (P.M.J.) van den Baar          | PvdA               |                             |
| juli 1997 - 1 oktober 1998       | Eppo (E.P.) van Veldhuizen           | PvdA               | waarnemend                  |
| 1 oktober 1998 - 1 december 2005 | Mw. Mr. Wil (W.M.C.) de Vrey-Vringer | VVD                |                             |
| 21 december 2005 - 2016          | Mw. Machteld (M.G.) Rijsdorp         | VVD                |                             |
| 28 september 2016 - heden        | Mark (M.W.A.M.) van Stappershoef     | CDA                | [ 1 ]                       |